# نخاع مستطيل

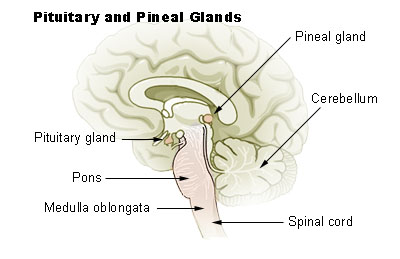
النخاع المستطيل بالإنجليزية:Medulla oblongata

النخاع المستطيل (باللاتينية: Medulla oblongata) أو البصلة السيسائية هو أخفض جزء عند دماغ الفقاريات، يستمر بالنخاع الشوكي. يحتوي على مراكز التحكم بالقلب والتنفس والتقيؤ والحركة، يتعامل مع الحركات الذاتية غير الإرادية، مثل: التنفس وسرعة القلب وضغط الدم. يحتوي النخاع المستطيل على نوى الأعصاب القحفية التاسع والعاشر والحادي عشر والثاني عشر.

## تاريخ المصطلح
- النخاع المستطيل هو الترجمة الحرفية لـ (Medulla oblongata).
- إن مصطلح البصلة السِّيسَائِـية هو مصطلح قديم، حيث كان النخاع المستطيل (Medulla oblongata) يعرف بـ: (medullary bulb) وترجمته الأخيرة هي: البصلة السِّيسَائِـية، ولكن المصطلح (medullary bulb) لم يعد يستخدم الآن وهو قديم جداً. ولكن ظلت الترجمة العربية سائدة ولم تتغير، وهي البصلة السِّيسَائِـية. إذاً بالمختصر، البصلة السِّيسَائِـية هي تسمية قديمة جداً للنخاع المستطيل.

## تــشريح
يمكن اعتبار النخاع المستطيل مقسَّمًا إلى جزأين :
- جزء مفتوح أو الجزء العُلوي حيث السطح الظهري من النخاع مكوّن من البطين الرابع .
- الجزء المغلق أو الجزء السفلي حيث البطين الرابع له فتحة ضيقة للنخاع الذيلي ويحيط جزءًا من القناة المركزية.

### السطح الخارجي
الشق الناصف الأمامي (أو الشق البطني) يحتوي على حظيرة الأم الحنون، ويمتد على طول النخاع المستطيل. ينتهي عند الحد السفلي من الجسر في منطقة مثلثة صغيرة، ووصف أعور الثقبة. في الجانب الآخر من هذا الشق هو منطقة بارزة تسمى أهرام النخاع المستطيل. مركز هذه الأهرام هي الحقول الهرمية -القشرة النخاعية والقشرة العصبية الدماغية وحقولها في الجهاز العصبي. في الجزء الذيلي من النخاع، هذه الحقول تعبر في تصالب الأهرامات من الشق إلى هذه النقطة. بعض الألياف الأخرى التي أصلها من الشق الناصف الأمامي فوق التصالب من الأهرامات وتشغل أفقيا عبر السطح من الجسر(البونز) تعرف بالألياف المقوسة الخارجية.
المنطقة مابين التلم الأمامي والخلفي في الجزء العلوي من النخاع هو محدد عن طريق زوج من الانتفاخات المعروفة باسم الهيكل أو الأجسام الزيتونية وسبب ظهورها عن طريق النوية الكبرى من الأجسام الزيتوني، والنوية الزيتونية للجهة السفلى.
الجزء الخلفي من النخاع مابين التلم المتوسط والتلم الخلفي الذي يحتوي على بعض من الحقول التي تدخل من الحبلة الخلفية من الحبل الشوكي . هذه هي الحزم الناحلة . تكون مستلقية بجانب خط الوسط، والحزم الإسفينية موجودة أفقيا . كل هذه الحزم تكون موجودة بسبب المواد من المادة الناحلة أو الرصاصية المعروفة باسم النواة الإسفينية والنواة الناحلة.
الجزء السفلي من النخاع، مباشرة تتصل إلى الحزم الإسفينية، وهو محدد بواسطة ارتفاع طولي يعرف بالحديبة الرمادية . هي ناتجة بواسطة مجموعة من المادة الرمادية ويعرف بالنواة الشوكية من العصب مثلت التوائم . المادة الرمادية من النواة مغطاة بطبقة من ليف عصبي الذي هو مكون من الحقل الشوكي من عصب مثلث التوائم .
الجزء السفلي من النخاع يعرف بالألياف الصوارية، التي تعبر من الجانب المماثل في الحبل الشوكي إلى الجانب المقابل في جذع الدماغ، تحت الحبل الشوكي.

## التغذية الدموية
- الشريان الشوكي الأمامي : هذا الشريان يغذي الجزء الوسطي كله من النخاع المستطيل
- الشريان لمخيخي الخلفي السفلي : وهذا فرع رئيسي من الشريان الفقري و يغذي الجزء الخلفي من النخاع، حيث الحقول الحسية يتم تشغيلها و تشبيكها، وهو أيضا يغذي جزء من المخيخ .
- فروع مباشرة من الشريان الفقري : الشريان الفقري يغذي المنطقة التي بين اثنين من الشرايين الرئيسية، تتضمن النواة المفردة ونواة الحسية و الألياف

## الوظــيفة
النخاع المستطيل يربط أعلى مستويات من المخ مع الحبل الشوكي، وهو مسؤول عن وظائف متعددة في الجهاز العصبي المستقل. وتتضمن ما يلي:
- في التنفس : المستقبلات الكيميائية.
- في مركز القلب : الجهاز العصبي السمبتاوي والعاطفي.
- في المركز الحركي الوعائي : مستقبلات الضغط أو الجيب السباتي.
- في مركز ردات الفعل مثل القيء والسعال والعطس والبلع : هذه الانعكاسات التي تتضمن الانعكاسات البلعومية وانعكاس البلع المعروف باسم منعكس حنكي ومنعكس الماضغة وردود الفعل والانعكاسات الصلب.

## الأهمية السريرية
الانسداد مثل السكتة الدماغية سوف تحدث إصابة للجهاز الهرمي، الفتيل الوسطي . ونواة تحت اللسان . وهذا سبب تواجد متلازمة النخاعية الوسطية .
متلازمة النخاع الجانبي يمكن استنتاجه عن طريق إما انسداد للشريان الخلفي المخيخي أو انسداد للشرايين الفقرية .

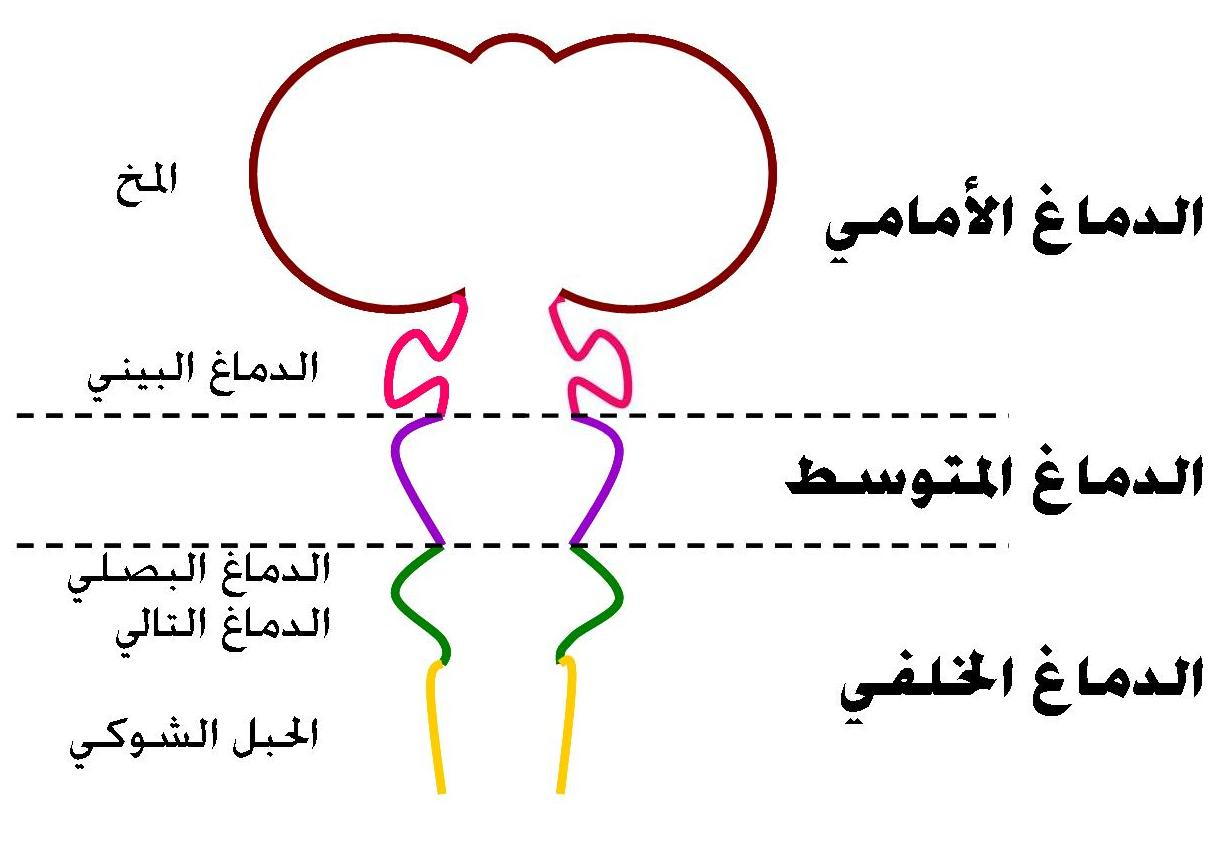
التكوين الجنيني للدماغ و يلاحظ الأقسام الرئيسية لدماغ الكائنات الفقارية

| جهاز عصبي مركزي | دماغ      | دماغ أمامي | الدماغ الانتهائي (المخ)                                                                  | دماغ شمي Rhinencephalon، أميغدالا = لوزة عصبية Amygdala، حصين، قشرة جديدة، بطينات جانبية                          | دماغ شمي Rhinencephalon، أميغدالا = لوزة عصبية Amygdala، حصين، قشرة جديدة، بطينات جانبية                          |
| جهاز عصبي مركزي | دماغ      | دماغ أمامي | دماغ بيني                                                                                | مهيد Epithalamus، مهاد ، الوطاء أو تحت المهاد , مهاد تحتاني Subthalamus، غدة نخامية ، غدة صنوبرية ، البطين الثالث | مهيد Epithalamus، مهاد ، الوطاء أو تحت المهاد , مهاد تحتاني Subthalamus، غدة نخامية ، غدة صنوبرية ، البطين الثالث |
| جهاز عصبي مركزي | دماغ      | دماغ متوسط | سقف (تشرح عصبي) Tectum، سويقة مخية Cerebral peduncle، برتيكتوم Pretectum، المسال الدماغي | سقف (تشرح عصبي) Tectum، سويقة مخية Cerebral peduncle، برتيكتوم Pretectum، المسال الدماغي                          | |
| جهاز عصبي مركزي | دماغ      | دماغ خلفي  | دماغ تالي                                                                                | المخيخ، الجسر | |
| جهاز عصبي مركزي | دماغ      | دماغ خلفي  | دماغ بصلي                                                                                | النخاع المستطيل                                                                                                   | |
| جهاز عصبي مركزي | نخاع شوكي |            |                                                                                          | | |